# Pieter de Molijn
Pieter de Molijn el Vell (Londres, Regne d'Anglaterra, baptisme el 6 d'abril de 1595 - Haarlem, Països Baixos espanyols, 23 de març de 1661), de vegades escrit de Molyn fou un pintor i gravador de l'Edat d'Or neerlandesa.
És el fill de Pieter de Molijn, un negociant de tèxtil de Gant i Lijntgen van den Bos de Brussel·les que van emigrar cap a Londres abans el seu naixement. Figurà en el gremi de pintors de Haarlem, des del 1616 i en va ser el president unes vegades. Es dedicà a la pintura de paisatges amb ruïnes, però no se sap gaire més de la seva vida. Les seves obres es tyroben a les col·leccions de museus d'Aquisgrà, Berlín, Bonn, Braunschweig, Dublín, Haarlem, Florència, París (Louvre) i Lila. També gravà diverses planxes. El seu fill Anthony de Molijn (1635-c. 1683-1793) també fou pintor.